# One Step Too Far
"One Step Too Far" je pjesma sastava Faithless s njihova trećeg studijskog albuma Outrospective. Pjesma je dostigla 6. mjesto na ljestvici singlova u Velikoj Britaniji, 4.  mjesto na američkoj Dance Club Play ljestvici, i 21. mjesto u Australiji. 

## Popis pjesama
Velika Britanija / Europska objava
1. One Step Too Far (Radio Edit) - 03:24
2. One Step Too Far (Rollo & Sister Bliss Mix) - 07:43
3. One Step Too Far (Alex Neri Club Rah Mix Edit) - 08:48

Australska objava
1. One Step Too Far (Radio Edit) - 03:24
2. One Step Too Far (Rollo & Sister Bliss Mix) - 07:43
3. One Step Too Far (Alex Neri Club Rah Mix Edit) - 08:48
4. One Step Too Far (Absolute Beginners Mix) - 06:32

Objava u SAD-u
1. One Step Too Far (Radio Edit) - 03:25
2. One Step Too Far (Rollo & Sister Bliss Remix) - 07:43
3. One Step Too Far (Alex Neri Club Rah Mix) [Edit] - 08:48
4. We Come 1 (Album Version) - 08:11
5. One Step Too Far (CD-Rom Video) - 03:34

Talijanska objava
1. One Step Too Far (Radio Edit)
2. One Step Too Far (Rollo & Sister Bliss Mix)
3. One Step Too Far (Alex Neri Club Vocal)
4. One Step Too Far (Alex Neri Club Rah Mix) (Edit)
5. One Step Too Far (Alex Neri Club Instrumental)

## Vanjske poveznice
- FaithlessWeb.com  Arhivirana inačica izvorne stranice od 7. rujna 2007. (Wayback Machine)
- Faithless / Rollo / Sister Bliss & related artists - Unofficial Discography